# Данска—Норвешка
Данска—Норвешка (дан. и норв. Danmark–Norge), била је политички ентитет који су чиниле уједињене краљевине Данска и Норвешка, укључујући и норвешке прекоморске зависне територије Исланд, Гренланд и Фарска Острва.
Норвешка је била утицајно краљевство све до средине 14. вијека, када је Црна смрт однијела животе више од половине становништва. То је присилило Норвешку да уђе у персоналну унију са Данском, која је касније формирала Калмарску унију са Шведском. Након шведског напуштања Калмарске уније и њеног распада, Данска и Норвешка су 1524. године ушле у персоналну унију под данском хегемонијом, због слабе позиције Данске након куге. Норвешка је 1536. године интегрисана у Данску, када је на Риксроду укинута. Међутим, Норвешка је и даље имала засебне институције и законе. Најважније политичке институције и њихова сједишта су се налазила у Данској, што је стратешки урађено како би се спријечила норвешка настојања ка позицији велике силе као статуса који је имала током Викишког доба. Норвешка је поново успостављена као краљевина 1660. године након увођења апсолутизма.
Персонална унија два краљевства је трајала све до 1814. године, када су државе побједнице у Наполеонским ратовима приморале краља Данске—Норвешке да преда Норвешку Шведској; Норвешка је пружала отпор, али је била приморана да прихвати још једну персоналну унију са Шведском на релативно истим условима након кратког рата без побједника. Данско-норвешка унија имала је трајан утицај на Норвешку која је одржавала своје културне везе са Данском. Током своје заједнице са Шведском, Норвешка је користила дански писани језик који је водио поријекло од староисточнонордијског језика умјесто класичног норвешког или старозападнонордијског језика.